# Buttapietra
Buttapietra est une commune italienne de la province de Vérone, dans la région Vénétie.

## Administration
| Période                                  | Période | Identité | Étiquette | Qualité |
| ---------------------------------------- | ------- | -------- | --------- | ------- |
|                                          |         |          |           |         |
| Les données manquantes sont à compléter. |         |          |           |         |

### Hameaux
Bovo, Marchesino, Magnano e Settimo Gallese

### Communes limitrophes
Castel d'Azzano, Isola della Scala, Oppeano, San Giovanni Lupatoto, Vérone, Vigasio